# Corybas incurvus
Corybas incurvus är en orkidéart som beskrevs av David Lloyd Jones och Mark Alwin Clements. Corybas incurvus ingår i släktet Corybas, och familjen orkidéer. Inga underarter finns listade i Catalogue of Life.